# Eszter Tompa
Pour les articles homonymes, voir Eszter et Tompa.
Eszter Tompa est une actrice roumaine.

## Filmographie
- 1999 : Kínai védelem
- 2006 : My One and Onlies : Vivien
- 2006 : Unser lieber Gast (court métrage) : Sophie
- 2010 : Bibliothèque Pascal : Lolita
- 2011 : Edina (court métrage) : Edina
- 2012 : A Month in Thailand : Ildikó
- 2012 : La banda Picasso : Alice Toklas
- 2013 : Gente cerca (court métrage)
- 2014 : It's Dark in the City (court métrage)
- 2014 : The Duke of Burgundy : docteure Viridana
- 2015 : Las aventuras del Capitán Alatriste (es) (série télévisée) : Luisa
- 2016 : Landgericht (téléfilm) : Hermine
- 2016 : El club de los buenos infieles : Agatha